# 5-я Старозагорская повстанческая оперативная зона
5-я Старозагорская повстанческая оперативная зона (болг. Пета Старозагорска въстаническа оперативна зона) — территориальная и организационная единица в составе Народно-освободительной повстанческой армии Болгарии во время Второй мировой войны.

## История
5-я Старозагорская повстанческая оперативная зона в составе Народно-освободительной повстанческой армии Болгарии была образована в марте 1944 года Старозагорской окружной организацией БРП (к). Зона была разделена на пять военно-оперативных районов: Старозагорский, Новозагорский, Казанлыкский и Кириловский. По указанию ЦК БРП (к) и Главного штаба НОВА был сформирован штаб в следующем составе:
- Командир повстанческой зоны: Стою Неделчев-Чочоолу
- Заместитель командира: Йордан Вылчев (болг. Йордан Вълчев)
- Начальник штаба: Велко Димитров[болг.]

## Структура
В состав 5-й Старозагорской повстанческой оперативной зоны входили пять партизанских отрядов, соединённых затем в одну бригаду имени Георгия Димитрова, и разные боевые группы БКП. К отрядам относились:
- Партизанский отряд имени Георгия Димитрова, позже — основа бригады имени Георгия Димитрова
- Партизанский отряд имени Петко Енева
- Партизанский отряд имени Марко Чернева
- Партизанский отряд имени Цвятко Радойнова
- Партизанский отряд имени Георгия Гырбачева